# Bella Vista, New South Wales
Bella Vista este o suburbie în Sydney, Australia.